# Särskilda transportflyggruppen
Särskilda transportflyggruppen (STG) är ett Specialoperationsförband (FM SOF) och ingår i Försvarsmaktens specialförbandssystem. Personalen kommer ifrån transportflygenheten vid Skaraborgs flygflottilj. Förbandet främsta uppgift är att genomföra strategiska och taktiska transporter av Särskilda operationsgruppen. 
STG är speciellt utbildade för att fälla fallskärmshoppare från extremt låg eller hög höjd så kallade HALO/HAHO. Förbandet kan också genomföra materielfällning med stor precision, men även stödja evakueringar av skadade personer.